# باشگاه فوتبال سرزو اوساکا
باشگاه فوتبال سرزو اوساکا (به ژاپنی: セレッソ大阪) یک باشگاه فوتبال در شهر اوساکا در کشور ژاپن می‌باشد که در جی لیگ بازی می‌کند.
این باشگاه در سال ۱۹۵۷ تأسیس شده‌است.

## بازیکنان برجسته
- میچ نیکولز
- en:Ivan Radeljić
- en:Albin Pelak
- en:Almir Turković
- گیلمار رینالدی
- فابیو سیمپلیسیو
- ژوائو کارلوس دوس سانتوس
- آکسل رودریگز دی آرودا
- سرجیو مانوئل
- مارکو آنتونیو دا سیلوا
- برناردو فرناندز دا سیلوا
- en:Besart Abdurahimi
- en:Kayne Vincent
- خورخه دلی والدس
- گویکو کاچار
- en:Radivoje Manić